# Maude Charron
Maude Charron (n. 28 aprilie 1993, Rimouski⁠(d), provincia Québec, Canada) este o sportivă ce a reprezentat Canada, medaliată olimpică. A participat la o ediție a Jocurilor Olimpice (2020) în care a câștigat o medalie de aur.